# Leptothorax confucii
Leptothorax confucii är en myrart som först beskrevs av Auguste-Henri Forel 1912.  Leptothorax confucii ingår i släktet smalmyror, och familjen myror. Inga underarter finns listade i Catalogue of Life.